# ムアンパンガー郡
座標: 北緯8度26分36秒 東経98度31分5秒 / 北緯8.44333度 東経98.51806度
ムアンパンガー郡（ムアンパンガーぐん）とは、タイ南部・パンガー県にある郡（アムプー）。同県の県庁所在地（ムアン）でもある。

## 名称
パンガーの名前は地元を流れるパンガー川から来ている。このパンガーの語源はプーガー (ภูงา, 象の牙の山) から来ていると言われる。

## 歴史
アユタヤ王朝時代はナコーンシータンマラート王国の属国タクワパーの管轄下にあった。1809年ラーマ1世が崩御すると、ビルマが攻めてきてタクワパーを荒らした。このため、タクワパーの住民が多くパンガーに移住してきた。その後、ラーマ3世（ナンクラオ）はここにムアンパンガーを建設し、プラヤー・ボーリラックプートーン (セーン・ナ・ナコーン) を国主として置き、バンコクの直接の支配下においた。
その後、ターイチャーン郡として成立。1938年、県の名前に合わせてムアンパンガー郡に改称された。

## 地理
市街地はパンガー川の形成した平地にある。主な市内の水源はパンガー川やラー川である。郡北部や西部はプーケット山脈の一部である山岳地帯になっており、郡南部にはパンガー湾に面している。山岳地帯にはサナーンマノーラー森林公園やトーン・パリワット野生生物保護区がある。南の海岸はパンガー湾国立公園として保護されている。
国道4号線が東西に通っており東にアーオルック方面、西にタクワトゥン方面とつながっている。415号線が郡南部から北東に延びておりタッププット方面と、国道490号線が北西に延びており、カポン方面とつながっている。

## 経済
郡内の主な産業は農業と漁業である。このうち農業では果物などの食品の他に、アブラヤシ（用途は様々）やパラゴムノキ（天然ゴムの原料）なども生産されている。

## 行政区分
郡は9のタムボンに分かれ、さらにその下位に42の村（ムーバーン）がある。自治体（テーサバーン）があり以下のようになっている。
- テーサバーンムアン・パンガー・・・タムボン・ターイチャーン全体

また郡内には7のタムボン行政体（オンカーンボーリハーンスワンタムボン）がある。
| 1. タムボン・ターイチャーン・・・ตำบลท้ายช้าง 2. タムボン・ノッププリン・・・ตำบลนบปริง 3. タムボン・タムナムプット・・・ตำบลถ้ำน้ำผุด 4. タムボン・バーントゥーイ・・・ตำบลบางเตย 5. タムボン・タークデート・・・ตำบลตากแดด 6. タムボン・ソーンプレーク・・・ตำบลสองแพรก 7. タムボン・トゥンカーゴーク・・・ตำบลทุ่งคาโงก 8. タムボン・コパンイー・・・ตำบลเกาะปันหยี 9. タムボン・パーコー・・・ตำบลป่ากอ | Map of tambon |